# Nadia Sawicka-Gutaj
Nadia Sawicka-Gutaj – polska endokrynolog, prof. dr hab. nauk medycznych i nauk o zdrowiu.

## Życiorys
W 2010 ukończyła studia lekarskie na Uniwersytecie Medycznym im. Karola Marcinkowskiego w Poznaniu, 20 kwietnia 2016 obroniła pracę doktorską Wisfatyna w chorobach tarczycy, 18 września 2019 habilitowała się na podstawie pracy zatytułowanej Ocena jakości życia i analiza wybranych markerów w optymalizacji terapii pacjentów z łagodnymi chorobami tarczycy. 15 maja 2024 uzyskała tytuł profesora w dziedzinie nauk medycznych i nauk o zdrowiu. 
Jest zatrudniona na stanowisku profesora w Katedrze i Klinice Endokrynologii, Przemiany Materii i Chorób Wewnętrznych na Wydziale Lekarskim Uniwersytetu Medycznego im. Karola Marcinkowskiego w Poznaniu.